# Río Gallegos
Río Gallegos je upravno središče južne argentinske province Santa Cruz. Nahaja se v južnem delu province, 13 km od obale Atlantskega oceana ob ustju reke Gallegos. Od Buenos Airesa je oddaljeno 2.636 km. Leta 2001 je štelo nekaj več kot 79.000 prebivalcev.
Leta 1525 je reko kot prvi Evropejec »odkril« Jofré de Loaiza in jo poimenoval San Idelfonso. Ob odpravi Simóna de Alcazabe leta 1535 je reka dobila današnje ime Río Gallegos. Naselje so argentinske oblasti skupaj z mornariškim oporiščem ustanovile šele 19. decembra 1885, da bi tako bolje izrazile svojo suverenost v tem predelu Patagonije. Med letoma 1912 in 1920 se je vladnemu povabilu odzvalo okoli 3000 priseljencev iz Falklandskih otokov in južnega Čila. V okolici se je razvila ovčereja in Río Gallegos je postal pomembno pristanišče za izvoz ovčjih pridelkov. 
Že leta 1888 je teritorialni guverner Ramón Lista izbral Río Gallegos za novo upravno središče teritorija Santa Cruz. 19. maja 1904 se je upravno središče tudi formalno preselilo iz mesta Puerto Santa Cruz v Río Gallegos. To je ostal tudi po letu 1957, ko je teritorij postal današnja provinca Santa Cruz.
Leta 1982 je bil pomembno letalsko oporišče v falklandski vojni. 
Med letoma 1987 in 1991 je bil župan Río Gallegosa trenutni predsednik Argentine Néstor Kirchner.
Mesto brez večjega turističnega pomena je stičišče cest iz severnih delov Argentine, Ognjene zemlje in Punta Arenasa v južnem Čilu. Obenem ima letališče in železniško povezavo z rudniki premoga v Ríu Turbiu. Njegov pomen kot izhodišče za narodni park Los Glaciares je nekoliko upadel po letu 2001, ko je bilo zgrajeno letališče v kraju El Calafate.